# Katastrofa lotu Alliance Air 7412
Katastrofa lotu Aliance Air 7412 17 lipca 2000 w Patnie w Indiach. Boeing 737-2A8 (nr rej. VT-EGD) należący do linii Alliance Air (lot nr 7412) spadł na domek jednorodzinny. W katastrofie zginęło 60 osób (55 osób na pokładzie samolotu i 5 osób na ziemi), a rannych zostało 5 osób.

## Przebieg lotu
Boeing 737-2A8 (VT-EGD) miał 20 lat i wylatane ponad 51.278 godzin. Maszyna wystartowała z Kolkaty do Patny. Widoczność przy lądowaniu wynosiła do 4000 m. Maszyna dostała zezwolenie na lądowanie na pasie nr 25. W pewnym momencie Boeing spadł na dom jednorodzinny położony w dzielnicy Aneeshabad i stanął w płomieniach. Samolot przełamał się na cztery części. Miejsce wypadku znajduje się około 2 km na południowy zachód od lotniska w Patnie.

## Przyczyny
Przyczyną wypadku była utrata kontroli nad samolotem z powodu błędu pilotów. Załoga nie przestrzegała kolejności procedury podchodzenia do lądowania. Kilka chwil przed tragedią samolot znajdował się na zbyt dużej wysokości by podchodzić do lądowania i gdy piloci chcieli obniżyć lot, stracili kontrolę nad Boeingiem i ten kilka chwil później uderzył w ziemię.